# Ranchos de Taos
Ranchos de Taos és una concentració de població designada pel cens dels Estats Units a l'estat de Nou Mèxic. Segons el cens del 2000 tenia 2.390 habitants.

## Demografia
Segons el cens del 2000, Ranchos de Taos tenia 2.390 habitants, 984 habitatges, i 619 famílies. La densitat de població era de 272,2 habitants per km².
Dels 984 habitatges en un 32,8% hi vivien nens de menys de 18 anys, en un 43,2% hi vivien parelles casades, en un 14,3% dones solteres, i en un 37% no eren unitats familiars. En el 30,3% dels habitatges hi vivien persones soles el 8,7% de les quals corresponia a persones de 65 anys o més que vivien soles. El nombre mitjà de persones vivint en cada habitatge era de 2,43 i el nombre mitjà de persones que vivien en cada família era de 3,05.
Per edats la població es repartia de la següent manera: un 25,8% tenia menys de 18 anys, un 7,5% entre 18 i 24, un 28,2% entre 25 i 44, un 26,7% de 45 a 60 i un 11,8% 65 anys o més.
L'edat mediana era de 37 anys. Per cada 100 dones de 18 o més anys hi havia 89,6 homes.
La renda mediana per habitatge era de 28.750 $ i la renda mediana per família de 32.045 $. Els homes tenien una renda mediana de 23.750 $ mentre que les dones 18.382 $. La renda per capita de la població era de 20.988 $. Aproximadament el 13,8% de les famílies i el 15,2% de la població estaven per davall del llindar de pobresa.

## Poblacions més properes
El següent diagrama mostra les poblacions més properes.